# (10739) Lowman
(10739) Lowman (1988 JB1) – planetoida z pasa głównego asteroid okrążająca Słońce w ciągu 5,58 lat w średniej odległości 3,14 j.a. Odkryta 12 maja 1988 roku.